# Chiropetalum phalacradenium
Chiropetalum phalacradenium är en törelväxtart som först beskrevs av John William Ingram, och fick sitt nu gällande namn av Lyman Bradford Smith och Robert Jack Downs. Chiropetalum phalacradenium ingår i släktet Chiropetalum och familjen törelväxter. Inga underarter finns listade i Catalogue of Life.